# Sajószöged
Sajószöged község Borsod-Abaúj-Zemplén vármegyében, a Tiszaújvárosi járásban. 2023-ban elnyerte Az év digitális faluja-díjat.

## Fekvése
A vármegye déli részén helyezkedik el, a Sajó jobb partján, a folyótól mintegy 2,5-3 kilométerre délre, Tiszaújváros északnyugati szomszédságában, Miskolctól mintegy húsz kilométeres távolságban.
A további szomszédos települések: észak felől Girincs, északkelet felől Sajóörös, dél felől Nemesbikk, délnyugat felől Hejőbába, nyugat felől Szakáld, északnyugat felől pedig Nagycsécs.

### Megközelítése
Legfontosabb közúti megközelítési útvonala a 35-ös főút, amely áthalad a lakott területén. Hejőbábával a 3311-es út, Sajóörössel és azon keresztül Kesznyétennel pedig a 36 107-es számú mellékút köti össze.
A hazai vasútvonalak közül a Nyékládháza–Tiszaújváros-vasútvonal érintette, melynek egy megállási pontja volt itt, annak a kihasználtság hiánya miatt elrendelt, 2016-os bezárásáig. Sajószöged megállóhely a belterület déli szélén létesült, közúti elérését csak önkormányzati utak biztosították.

## Nevének eredete
Neve személynévből keletkezett, alapja a szög = szeg, amely személynévnek is használatos volt (cegu). A szó az ék, sarok jelentésű „szög” névből származtatható. Általában olyan helyen jött létre ilyen nevű falu, település, ahol egy-egy folyó szöget alkot (pl. Szekszárd).

## Története
A község neve először 1327-ben fordul elő oklevelekben, egy nemes nevében, aki az Abaúj vármegyei Büdön mint királyi ember volt jelen. A községben élő nemesek nemesi előnév gyanánt a de Szöged nevet használták.
A 14. században a település birtokosai a Berentei és Peres, majd a Petri, majd 1425-ben mellettük egyes részbirtokokban a Hodászi és Siketh családok is. Szögedi Syketh Bálint később is birtokos volt itt. Birtokot szereztek it a sajóládi pálosok is, a 16. századközepén pedig a (szuhafői) Rinóth és Ludnai családok
A reformáció hamar elterjedt a községben, 1580-ban már önálló egyház volt. A település 1599-ben és 1705-ben leégett. A puszta hely betelepítésére sok jövevény, elsősorban szlávok települtek be, akik vallásuk szerint görögkatolikusok voltak. Plébániájuk keletkezésére vonatkozó pontos adatok nem állnak rendelkezésre, de annyit biztosan lehet tudni, hogy a török időben már állt.
A római katolikus plébániát 1737-ben állították fel, és Mihály arkangyal tiszteletére szentelték fel.

## Közélete

### Polgármesterei
- 1990–1994: Ládi Balázs (független)[4]
- 1994–1998: Ládi Balázs (független)[5]
- 1998–2000: Ládi Balázs (független)[6]
- 2000–2002: Ládi Balázs (független)[7][8]
- 2002–2006: Ládi Balázs (független)[9]
- 2006–2010: Ládi Balázs (független)[10]
- 2010–2012: Ládi Balázs (független)[11]
- 2012–2014: Dr. Gulyás Mihály (független)[12]
- 2014–2019: Dr. Gulyás Mihály (független)[13]
- 2019–2024: Dr. Gulyás Mihály (független)[14]
- 2024– : Dr. Gulyás Mihály (független)[1]

A településen 2000. november 5-én időközi polgármester-választást tartottak. Az előző polgármester elindult a választáson, és meg is erősítette pozícióját.
Bő egy évtizeddel később, 2012. április 22-én újból időközi polgármester-választásra kellett sort keríteni. ezúttal az addigi faluvezető halála miatt.

## Népesség
A település népességének változása:
| Lakosok száma | 2232 | 2222 | 2182 | 2421 | 2355 | 2325 | 2384 |
|               | 2013 | 2014 | 2015 | 2021 | 2022 | 2023 | 2024 |

2001-ben a település lakosságának közel 100%-a magyar nemzetiségűnek vallotta magát.
A 2011-es népszámlálás során a lakosok 83%-a magyarnak, 0,5% németnek mondta magát (16,8% nem nyilatkozott; a kettős identitások miatt a végösszeg nagyobb lehet 100%-nál). A vallási megoszlás a következő volt: római katolikus 29,5%, református 12,6%, görögkatolikus 5,6%, evangélikus 0,3%, felekezeten kívüli 15,1% (36% nem válaszolt).
2022-ben a lakosság 91%-a vallotta magát magyarnak, 0,8% ukránnak, 0,6% cigánynak, 0,6% németnek, 0,2% románnak, 3,3% egyéb, nem hazai nemzetiségűnek (8,3% nem nyilatkozott; a kettős identitások miatt a végösszeg nagyobb lehet 100%-nál). Vallásuk szerint 21,8% volt római katolikus, 12,8% református, 4,5% görög katolikus, 0,8% egyéb keresztény, 0,4% evangélikus, 0,1% ortodox, 17% felekezeten kívüli (42,1% nem válaszolt).

## Nevezetességei
- Művelődési Ház és Könyvtár (grófi kastély)
- Római katolikus templom
- Görögkatolikus templom
- EU zászlópark
- Játszópark
- első világháborús emlékmű
- második világháborús emlékmű
- Általános iskola
- Idősek otthona (Beniczky-kastély)
- Sajószögedi-tó
- Erdészeti-tó

## Galéria

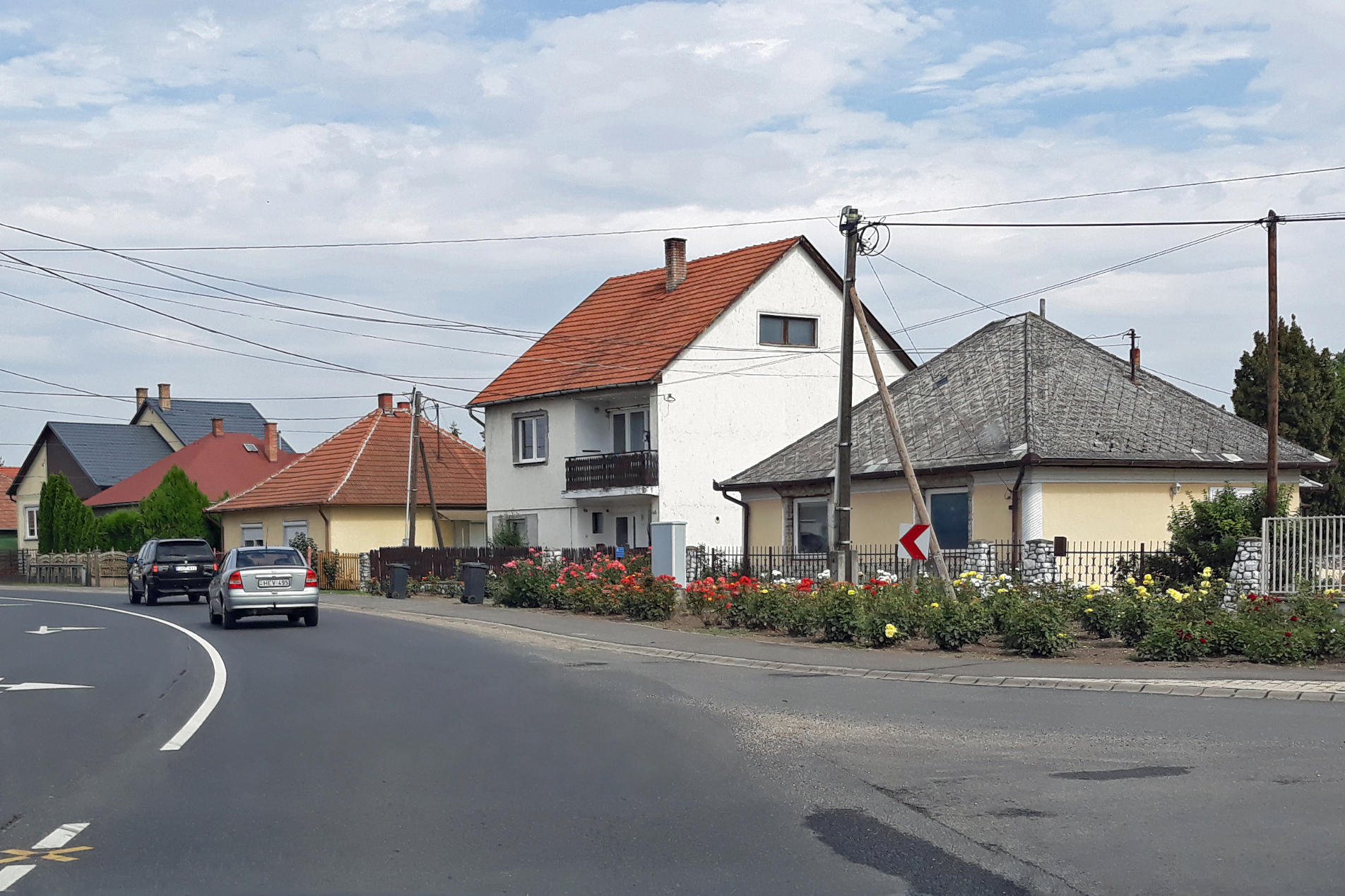